# Surya Siddhanta
El Surya Siddhanta (en català: Tractat del Sol, en sànscrit: सूर्यसिद्धान्त) és un tractat d'astronomia indi escrit en sànscrit en el segle V o VI de la nostra era.
El llibre és una revelació dels deus a l'asura anomenat Maya, probablement un assiri o babiloni. La seva datació és incerta: entre el 490 i el 1091 dC, essent la data més probable entorn de l'any 560 dC. Segons Al-Biruní (matemàtic àrab del segle XI) va ser escrit per Lata (o Latadeva). En el segle VI va ser objecte d'estudi i revisat per Varahamihira i en segles posteriors se li van fer diferents alteracions i addicions.
El llibre està compost de catorze capítols sobre els temes següents:
1 Moviments mitjans dels planetes
2 Verdaderes posicions dels planetes
3 Direcció, lloc i temps
4-6 Natura dels eclipsis
7 Conjuncions planetàries
8 Asterismes
9 Sortides i postes dels estels
10 Sortides i postes de la Lluna
11 Aspectes malignes del Sol i la Lluna
12 Cosmologia, geografia i dimensions de l'univers
13 Instruments de mesura
14 Diferents formes de comptar el temps
Descriu el sistema solar amb la Terra fixa en el centre i amb els set planetes tradicionals (el Sol, la Lluna, Venus, Mercuri, Mart, Júpiter i Saturn) girant en òrbites al seu voltant.
En el llibre s'inclouen troballes notables com la duració de l'any sideral (calculada amb una diferència de només 1,4 segons del establert actualment) o com el càlcul força aproximat dels diàmetres i distàncies de la Terra i la LLuna i de les duracions de les òrbites dels altres planetes.